# かいじゅう色の島
『かいじゅう色の島』（かいじゅういろのしま）は、はっとりみつるによる日本の漫画作品。『ヤングドラゴンエイジ』（KADOKAWA）にて、5号から連載中。島を舞台として、伝奇と百合を絡めた作品である。
『さんかれあ』のはっとりみつるが描く、伝奇×青春ストーリー。『さんかれあ』はゾンビとラブコメをかけ合わせた作品であったが、『かいじゅう色の島』は伝奇と百合をかけ合わせている。作中では鼓動を「こきゅん」と表現するなど独特の擬音語が使われる。
作者のはっとりが三重県出身であり、離島が身近にあったことから企画が始まった。季刊誌に掲載する漫画であるため、各話の発表間隔が長くなってしまうことから、2人の物語を深く掘り下げていくという方向性が定まり、百合を描くことが決まったのはその後である。連載が始まった2018年は『やがて君になる』がヒットした年であり、これ以降、百合漫画の多様化が進行した。

## あらすじ

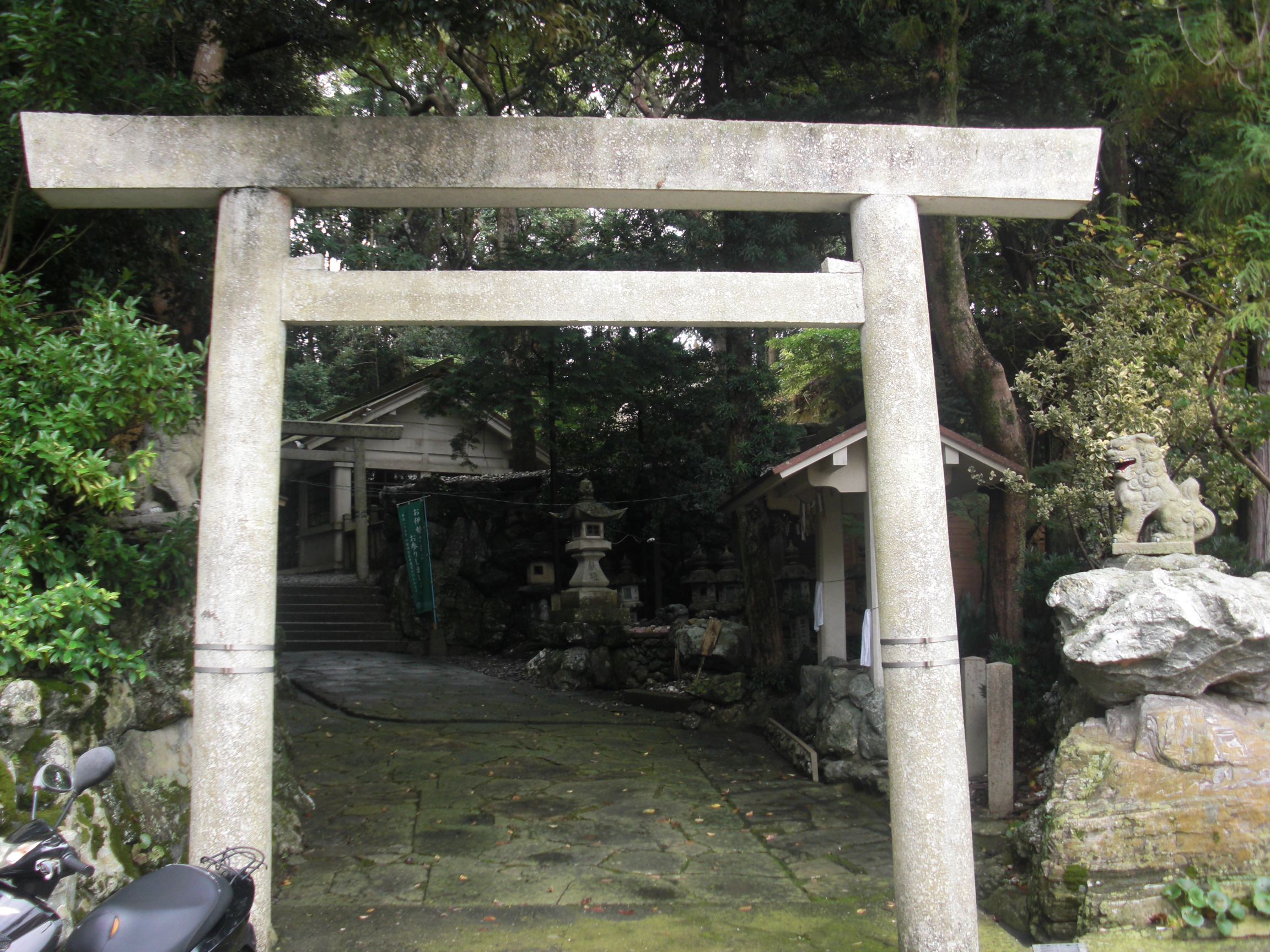
作中の神社のモデルとなった菅島神社

舞台は2018年の夏、「かいじゅうさん」の言い伝えがある離島。島の中学生・千川棔（ちがわ こん）は、都会からやって来た一門歩流夏（ひとと ふるか）が海に転落するのを目撃し、彼女を助ける。2人が目を覚ますと、「かいじゅうさんの穴」と呼ばれる洞窟の前で倒れていた。ひとりぼっちだった2人は次第にひかれ合うが、島では不思議なことが起こり始める。

## 登場人物
声の項はPVの声優。
千川 棔（ちがわ こん）
声 - 東山奈央
島に住む中学生。島から出たことがない。方言で話す。同世代がみんな恋をしている中、自分だけ恋愛感情が分からないことをコンプレックスとしている。同級生から無視されており、1人で「かいじゅうさんの穴」へ向かう途中で歩流夏と出会う。
スク水に短パン、裸足という格好で、髪は三つ編みにしている。
一門 歩流夏（ひとと ふるか）
声 - 上坂すみれ
都会からやって来た少女（家出中）。性格はツンデレ。島へ来てスマートフォンの電波が圏外になり、電波の届くところを探し求めていたところ、海に転落し、棔に助けられる。
顔にそばかすがある。外見はギャル風で、真っ赤なネイルをしている。3年前とは風貌が大きく変わっている。
シロ
棔の弟。能天気な性格。
克美（かつみ）
歩流夏の叔母。歩流夏を自宅に泊まらせている。
まり
棔の同級生。彼氏にちょっかいを出されたと思い、歩流夏に文句を言いに来る。
木下 ハイヤ（きのした ハイヤ）
まりの彼氏。店番をしているときに歩流夏と出会う。

## 書誌情報
- はっとりみつる『かいじゅう色の島』 KADOKAWA〈ドラゴンコミックスエイジ〉、既刊2巻（2024年3月8日現在）
  1. 2021年3月9日発売[21]、ISBN 978-4-04-074015-7
  2. 2024年3月8日発売[22]、ISBN 978-4-04-075362-1

## PV
単行本1巻発売を前にして、2021年3月5日にアニメPVが公開された。アニメーション制作は『トリニティセブン』のSeven Arcs。声優を務めた東山奈央と上坂すみれが、演じた感想などを語った対談が3月9日発売の『月刊ドラゴンエイジ』に掲載された。